# Philip James Yorke
Philip James Yorke (13 octobre 1799 - 14 décembre 1874) est un officier de l'armée britannique, scientifique et membre de la Royal Society. Yorke est l'un des fondateurs de la Chemical Society au Royaume-Uni.

## Biographie
Yorke est né le 13 octobre 1799, fils aîné de Philip Yorke et d'Anna Maria, fille de Charles Cocks (1er baron Somers). L'un de ses arrière-grands-pères paternels est le comte de Hardwicke.
À neuf ans, Yorke part étudier avec le Dr Pearson dans le Surrey. À 12 ans, il entre à la Harrow School de Londres. En 1810, Yorke quitte Harrow et achète une commission dans les Scots Guards. Il reste avec les gardes jusqu'en 1852 pour finalement devenir lieutenant-colonel. À un moment donné pendant la guerre de Crimée, Yorke est nommé colonel de la milice du Herefordshire, poste qu'il occupe pendant trois ans.
Le 27 avril 1843, Yorke épouse Emily Clifford, la plus jeune fille de William Morgan Clifford de Perrystone, Herefordshire. Il est décédé le 14 décembre 1874.

## Travaux
Le catalogue de la Royal Society contient une liste de treize articles de Yorke, montrant qu'il est un chimiste, un météorologue et un minéralogiste accompli. Son premier article scientifique est une enquête sur l'action du plomb sur l'eau (Philosophical Magazine, 1834 [3] v. 81). Il prend également une part active à la Royal Institution, servant fréquemment de directeur.
En 1841, Yorke est l'un des membres fondateurs de la Chemical Society, maintenant la Royal Society of Chemistry. Yorke est élu membre de la Royal Society en 1849. Il devient vice-président de la Chemical Society en 1852 et est président du 30 mars 1853 au 30 mars 1855.